# Joan Girbau i Badó
Joan Girbau i Badó   (Barcelona, març 1942 - 2 de febrer de 2023) fou un matemàtic català. El 1964 es va llicenciar en ciències exactes a la Universitat de Barcelona. Fins al 1970 va treballar com a professor de la Universitat de Barcelona; aleshores es traslladà a París per a treballar amb André Lichnerowicz al Collège de France de 1970 a 1972. El 1974 fou professor agregat a la Universitat Autònoma de Barcelona i el 1976 fou nomenat catedràtic del departament de matemàtiques de la Universitat Autònoma de Barcelona, on ha creat un grup d'investigació en geometria diferencial.
Ha treballat en recerques relacionades amb la geometria diferencial, la cohomologia de les varietats complexes i la teoria de les foliacions holomorfes. Fou president de la Societat Catalana de Matemàtiques el 1986-1990 i des de 1990 és membre de l'Institut d'Estudis Catalans.
El 1997 va rebre la Medalla Narcís Monturiol al mèrit científic per les seves contribucions a la geometria i topologia
El 2015 publica L'home de la campana. Biografia novel·lada de Carl F. Gauss. El llibre tracta la influència decisiva que ha tingut Gauss (1777-1855) en el desenvolupament de la ciència. En qualsevol especialitat de la matemàtica actual s'hi pot trobar algun concepte o resultat important que porta el seu nom. Potser el que avui dia s'utilitza de manera més extensa és la llei normal de probabilitat, coneguda també amb el nom de campana de Gauss. Aquesta novel·la presenta la vida quotidiana d'aquest jove personatge que, tot i haver conegut la fama des de molt jove, va haver de superar adversitats amargues com la mort de les seves dues dones, d'un fill i d'una filla, o les desavinences i disputes amb un altre fill.

## Obra
- Geometria diferencial i relativitat (1993) ISBN 84-7929-776-X. Reeditat (2022) a les Publicacions Electròniques de la Societat Catalana de Matemàtiques: https://scm.iec.cat/publicacions-electroniques/
- Stability by Linearization of Einstein's Field Equation (2010) ISBN 978-3034603034
- L'home de la campana (2015) ISBN 978-84-943196-2-4
- Rellotges de sol. Bellaterra, Universitat Autònoma, Facultat de Ciències
- La latitud i la longitud en els mapes detallats. “La Busca de Paper”, núm. 8, tardor del 1990, p. 2-6
- Introducció al llibre Libro de reloges solares, 1575, compuesto por Pedro Roiz. Madrid : Dirección de Estudios y Documentación, Secretaría General del Senado, 1999. 84-88802-39-0
- Com determinar l'orientació d'una paret. “La Busca de Paper”, núm. 37, maig-agost del 2000, p. 1-4
- Rellotges de sol analemàtics amb analema. “La Busca de Paper”, núm. 60, gener-abril de 2008, p. 7-14
- La dona sense ombra. “La Busca de Paper”, núm. 62, hivern de 2008, p. 16-17
- El rellotge de sol de la façana nord de la Masia Mariona. “La Busca de Paper”, núm. 66, estiu de 2010, p. 22-24
- Un nou tipus de rellotge de sol. “La Busca de Paper”, núm. 68, primavera de 2011, p. 25-27
- El·lipses, hipèrboles o paràboles?.  “La Busca de Paper”, núm. 84, estiu de 2016, p. 14-16
- Com es mesuren les distàncies als estels.  “La Busca de Paper”, núm. 100, hivern 2021, p. 16-19